# Макрокоманда
Макрокоманда, макро або макрос (множина від англ. macro) — програмний алгоритм дій, записаний користувачем.

## Макрокоманди в програмуванні
У програмуванні макрокомандою називають таку абстракцію, коли всі випадки появи в документі тексту, що підпадає під заданий шаблон, модифікуються за заданими правилами. Інтерпретатор або компілятор автоматично змінює такі частини тексту, коли на них натрапляє. У компільованих мовах така заміна завжди відбувається під час компіляції. Також назва «макро» може вживатися в багатьох інших контекстах, як то клавіатурні макрокоманди та мови макрокоманд тощо. Більшість з таких контекстів безпосередньо пов'язана з тією самою концепцією — одна подана коротка команда або дія під час виконання розгортається у велику кількість інструкцій нижчого рівня абстракції.
Призначення макрокоманд полягає або в автоматизації часто вживаних послідовностей дій чи команд, або в сильнішому абстрагуванні дій/команд.
Наприклад, у вікіпедії макрокоманда {{subst:PAGENAME}} розкривається інтерпретатором на цій сторінці в «Макрокоманда».

## Макропрограми
Також макросами або макропрограмами часто називають спеціальні програми, які призначено для виконання всередині інших програм. Наприклад, текстовий редактор Microsoft Word дозволяє виконувати у своєму середовищі програми, що написані спеціальною мовою VBA (Visual Basic for Applications). Такі програми звичайно використовуються для виконання типових для макрокоманд задач: автоматизації часто вживаних або складних послідовностей дій користувача.
Порівняно висока ефективність та розвинута функціональність VBA поєднані з можливістю за певних умов автоматичного (без прямої вказівки на те користувачем) виконання макрокоманд призвели до появи та поширення макровірусів.

## Інші значення
Також в інтернет-культурі макрокомандою називають один із засобів спілкування — зображення з написом чи без, що вирізняється здатністю точно відображувати певні емоції. Часто таким зображенням підкріплюється висловлювання чи коментар.